# Kamaran
 (août 2016).
Kamaran (arabe : كمران Kamarān) est une île de la mer Rouge, appartenant au Yémen. Elle constitue un district à part entière au sein du gouvernorat d'al-Hodeïda. Elle est peuplée de 2 465 habitants (2004).

## Géographie
L'île se situe à 84 km de la ville d'al-Hodeïda.
La côte occidentale est bordée de récifs. Elle est constituée de madrépores et de coquillages. Ces récifs de polypiers constituent une bande presque continue qui entoure l'île, et se révèlent à marée basse. Ils contiennent, dans les calcaires quaternaires, surtout des Galaxea Lamarki, G. longissima, G. irregularis, Coeloria Forskoeliana, C. astroeiformis, C. Esperi, Heliastroea Forskoeliana, Mussacristata, Clausastroea Savignyi, Fungiapalella, Astroeacavernosa.

## Démographie
Parmi les 333 districts du Yémen, celui de Kamaran est le troisième moins peuplé du Yémen, après celui de Zamakh wa Manwakh avec 1 505 habitants et d'Al Qaf avec 2 145 habitants.

## Histoire

### Moyen Âge
L'île est d'abord occupée par le royaume d'Aksoum en 525, puis par les Sassanides de Perse, ces derniers y établissent un fort.

### Période portugaise
Le Portugal, qui a commencé à établir plusieurs bases dans l'Océan Indien, s'y installe en 1490, et répare le fort persan.

### Période ottomane

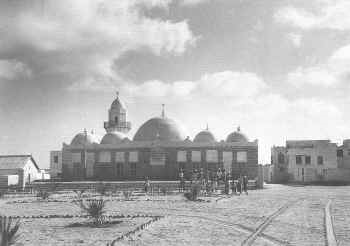
Mosquée datant de la période ottomane

L'île fait partie du vilayet du Yémen, à la suite de la seconde occupation du nord-ouest du Yémen par l'empire ottoman à partir de 1840.
Les autorités ottomanes établirent en 1885 une quarantaine sur l'île pour le Hajj. Mais elle s'avère insuffisante compte tenu des difficiles conditions d'hygiène lors du pèlerinage  et sur place entraînant des problèmes d'épidémies (choléra, fièvre jaune, petite vérole) ; les lieux sont insalubres, inconfortables, et le séjour onéreux. Les Britanniques y maintiennent un agent consulaire, tout comme dans d'autres villes du Hedjaz et du Yémen.
Durant la guerre italo-turque de 1911-1912, l'armée ottomane de Muhammad Ali Pasha installa à Kamaran la moitié de son infanterie, de batteries d'artillerie, des magasins et des munitions  afin de faire face à une éventuelle attaque italienne en provenance d’Érythrée ainsi qu'à ses patrouilles navales, et prévenir un potentiel soutien aux indépendantistes yéménites.

### Période britannique
Le Royaume-Uni s'empare de l'île en juin 1915 à l'occasion de la Première Guerre mondiale, l'Empire ottoman étant du côté de la Triplice. Par l'article 16 du Traité de Lausanne (1923), la Turquie, dont le territoire est recentré après la dislocation de l'Empire ottoman sur l'Anatolie et la Thrace orientale renonce à tous ses droits sur l'île.

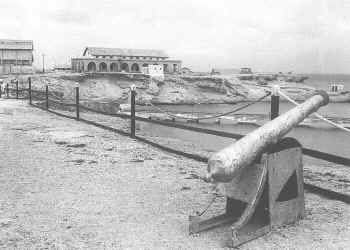
Centre administratif de l'île sous l'occupation britannique

Prévoyant une forte augmentation du nombre de pèlerins, les Britanniques développent considérablement les installations du centre de quarantaine et construisent même une usine de désalinisation. La soudaine prospérité qu'entraînent ces améliorations et l'affluence de pèlerins est de courte durée car l'Arabie saoudite, déterminée à contrôler tous les aspects du Hajj, construit son propre centre de quarantaine; les navires de pèlerins cessent alors d'utiliser celui de Kamaran. 
L'île, administrée par un commissioner, est rattachée administrativement à la colonie d'Aden, qui fait partie jusqu'en 1937 des Indes britanniques (Présidence de Bombay). 
En 1956, le Yémen du Nord, revendiquant l'île, proteste contre les concessions d'exploration pétrolière données par les autorités britanniques.

### Période sud-yéménite
À la veille de l'indépendance de la République populaire du Yémen du Sud, dont fait partie la colonie d'Aden, l'île de Kamaran se voit reconnaître internationalement son appartenance à l'État naissant par la résolution 2183 de l'Assemblée générale des Nations unies le 12 décembre 1966.
Le président sud-yéménite nomme le 1er décembre 1967 un gouverneur commun pour les îles Kamaran et Périm, et l'archipel de Kuria Muria (dont la nouvelle république conteste le transfert par les Britanniques au Sultanat de Mascate et Oman).

### République du Yémen

Zone contrôlée par les Houthis (à l'Ouest), avec Kamaran (au Nord-Ouest)

Avec l'unification de la République démocratique populaire du Yémen et de la République arabe du Yémen qui forment la République du Yémen, l'île de Kamaran est rattachée au Gouvernorat d'al-Hodeïda, dont la côte lui fait face à l'est.

### Occupation houthiste
Durant la guerre civile yéménite, les forces Houthistes contrôlent l'île ainsi qu'une partie du gouvernorat d'al Hodeïda.